# Dornbusch (Drochtersen)
Dornbusch  is een dorp in de gemeente Drochtersen in het Landkreis Stade in de deelstaat Nedersaksen. Het dorp werd samen met Assel in 1972 bij Drochtersen gevoegd. Het ligt ten noorden van Drochtersen, aan de Elbe. Dornbusch wordt voor het eerst vermeld in een oorkonde uit 1361.